# アンドリュー・マカリオ
アンドリュー・マカリオ（Andrew Makalio、1992年1月22日 - ）は、ニュージーランド出身のラグビーユニオン選手。ジャパンラグビーリーグワンの東芝ブレイブルーパス東京に所属している。

## 来歴
U15オークランドB代表に選ばれた。
2016年、タスマンのメンバーとして、ニュージーランド州代表選手権（NPC）デビューを果たした。
クルセイダーズのメンバーに選ばれ、2017年4月14日のサンウルブズ戦で、控え出場でスーパーラグビーデビューを果たす。
2017年5月、ニュージーランド・バーバリアンズに選出され、ブリティッシュ・アンド・アイリッシュ・ライオンズと対戦した。
2022年、ハイランダーズに加入。
2022年、オールブラックスXVに選ばれ、バーバリアンズと対戦した。
2023年、花園近鉄ライナーズに加入。
2024年1月6日に行われたJAPAN RUGBY LEAGUE ONE第4節リコーブラックラムズ東京戦にて途中出場で日本での公式戦初出場を果たした。
2025年5月、花園近鉄ライナーズを退団。
2025年8月、東芝ブレイブルーパス東京に加入。